# Chromosom 2 (Mensch)

Idiogramm des menschlichen Chromosoms 2

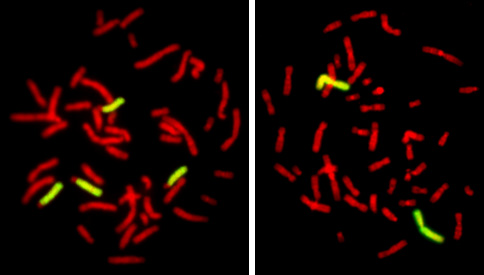
Fluoreszenzmarkierte DNA des menschlichen Chromosoms 2 (rechts, grün angefärbt) und im Vergleich dazu die DNA eines Orang-Utan (links). Während beim Menschen nur die beiden Kopien des Chromosoms 2 angefärbt sind, wurden beim Orang-Utan die Kopien der beiden ursprünglichen Chromosomen markiert. Die restlichen Chromosomen sind rot gefärbt. Das menschliche Chromosom 2 setzt sich aus Teilen zusammen, die bei den Menschenaffen noch auf zwei Chromosomen verteilt sind. Die Fusion fand nach Aufteilung der Evolutionslinien in Mensch und Schimpanse (4,6 bis 6,2 Millionen Jahre) statt. Der Fusionspunkt liegt bei 2q13-14.

Chromosom 2 ist eines von 23 Chromosomen-Paaren des Menschen. Üblicherweise hat ein Mensch in den meisten seiner Zellen zwei weitgehend identische Kopien dieses Chromosoms. Es ist das zweitgrößte Chromosom des Menschen.
Das Chromosom 2 ist einzigartig für die menschliche Abstammung, da es das Ergebnis einer Kopf-Kopf-Fusion zweier mittelgroßer Ur-Chromosomen ist, wie sie heute noch bei allen Menschenaffen vorkommen. Menschenaffen verfügen über 24 Chromosomenpaare.

## Entschlüsselung des Chromosoms 2
Das Chromosom 2 besteht aus etwa 243 Millionen Basenpaaren. Ein Basenpaar ist die kleinste Informationseinheit der DNA. Das Chromosom 2 beinhaltet ungefähr 8 % der gesamten DNA einer menschlichen Zelle. Die Identifizierung der Gene auf diesem Chromosom ist der Teil eines laufenden Prozesses zur Entschlüsselung des menschlichen Erbgutes. Auf dem Chromosom 2 befinden sich zwischen 1300 und 1900 Gene. Nach der ersten Sequenzierung im April 2005 wurden 1346 Protein-codierende Gene und 1239 Pseudo-Gene gefunden. Pseudo-Gene sind nicht mehr funktionsfähige („abgeschaltete“) Gene.

## Bekannte Gene auf dem Chromosom 2
Das Chromosom 2 enthält unter anderem folgende Gene:
- GGCX: γ-Glutamylcarboxylase
- LCT: Lactase
- TTN: Titin
- Transforming Growth Factor: TGF-α[4]
- LRRTM1: „Linkshänder-Gen“[5]
- AGXT
- ALS2
- COL3A1
- COL4A3
- COL4A4
- COL5A2
- CTLA4
- HADHA
- HADHB
- LHCGR[6][7]
- NCL: Nucleolin
- NR4A2
- OTOF
- PAX3
- PAX8
- PELI1
- SLC40A1
- SSB (Gen)
- ALMS1
- ABCG5
- ABCG8
- MSH2
- MSH6
- TTC7A
- WDR35
- ABCA12
- BMPR2
- TBR1
- BCS1L

## Medizinische Bedeutung

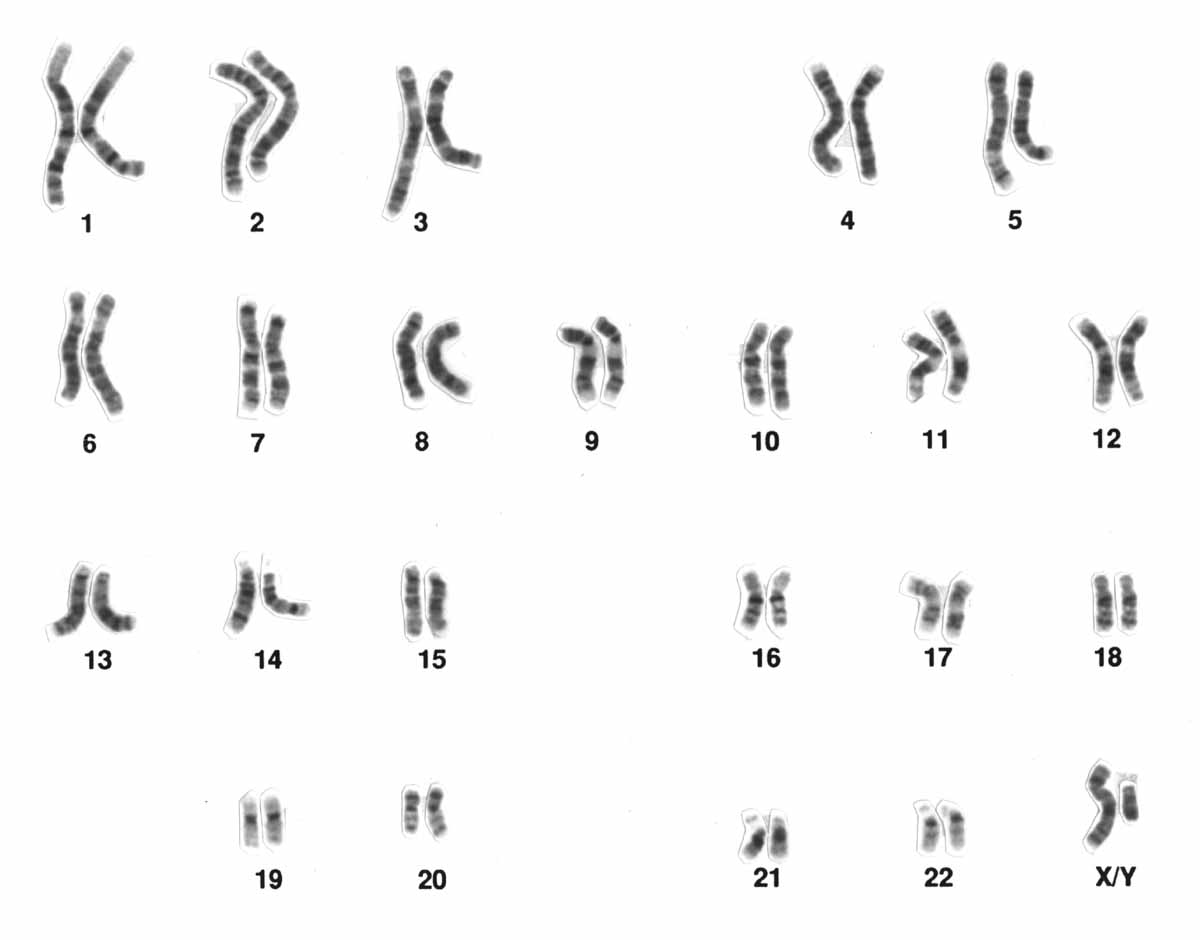
Die 46 Chromosomen des Menschen.

Bedingt durch seine Größe und die hohe Anzahl an bekannten Genen, werden mit den auf dem Chromosom 2 befindlichen Genen viele genetisch bedingte oder prädispositionierte Krankheiten in Verbindung gebracht. Dies sind unter anderem:
- Alport-Syndrom
- Amyotrophe Lateralsklerose
- Bethlem-Myopathie[9]
- Carney-Komplex
- Cystinurie
- Ehlers-Danlos-Syndrom
- GRACILE-Syndrom
- Hereditäres non-polypöses kolorektales Karzinom
- Laktoseintoleranz (keine Krankheit, sondern für den größten Teil der Menschheit Normalzustand)
- MODY
- Morbus Crohn
- Pulmonale Hypertonie
- Waardenburg-Syndrom
- Harlekin-Ichthyose